# Demolición de Dhul Khalasa
La demolición de Dhul Khalasa ocurrió en abril o mayo de 632, en 10 AH del calendario islámico. Dhul Khalasa (o Dhu'l-Halasa) se refiere a ambos, un ídolo y un templo, y era conocida por algunos como la Kaaba del Yemen, construida y venerada desde antiguo por tribus paganas; Mahoma envió a Jarir a destruirla. El ídolo tenía la forma de una piedra blanca.

## De fondo
Jarir ibn Abdullah al-Bajali, llegó a Mahoma con 150 hombres para entregarse al Islam.
Dhul Khalasa era conocida como la Kaaba del sur, rival de la Kaaba en Meca, así que Mahoma ordenó su destrucción. Jarir ibn Abdullah al-Bajali fue enviado a derribarla. El Templo de Dhul Khalasa se encontraba en Tabala, y era venerado por las tribus Bajila y Khatham.
Dhul Khalasa es normalmente tomado como el nombre del templo, y era denominado como la Kaaba yemení por las tribus que lo veneraban. Pero los relatos más antiguos dicen que en realidad era el nombre del dios venerado allí. Un dios identificado como “Dios de Redención”.

## Campaña militar
Según Sahih Bukhari, Jarir montó con 150 jinetes hasta Dhul Khalasa para destruir la “Kaaba yemení”.
Hisham Ibn Al-Kalbi menciona como Jarir ibn Abdullah procedió en Dhul Khalasa, que ofreció resistencia. Los musulmanes atacaron, y en la lucha asesinaron 100 hombres “de Bahilah, sus custodios, y muchos de Khath'am” así como 200 hombres de las tribus “Banu-Qubafah”.

## Consecuencias
Incluso después de que el ídolo fuera destruido por los seguidores de Mahoma, el culto de Dhul Khalasa fue revivido y venerado en la región hasta 1815, cuando miembros del movimiento suní integrista wahhabi organizaron varias campañas militares para suprimir todo resto de adoración pagana. El ídolo reconstruido fue destruido a tiros.